# المعبد الكبير (البتراء)
المعبد الكبير مبنى أثري يعود تاريخه إلى حضارة الأنباط في الأردن، وتحديدًا القرن الأول الميلادي. يقع في المحمية الأثرية بمدينة البتراء في جنوب البلاد. يُعتبر أحد أضخم المباني التي شيدها الأنباط، وأحد المباني القليلة التي تم بناؤها بدلاً من حفرها في الصخور كما كان مُعتادًا عند الأنباط في البتراء.

## التاريخ

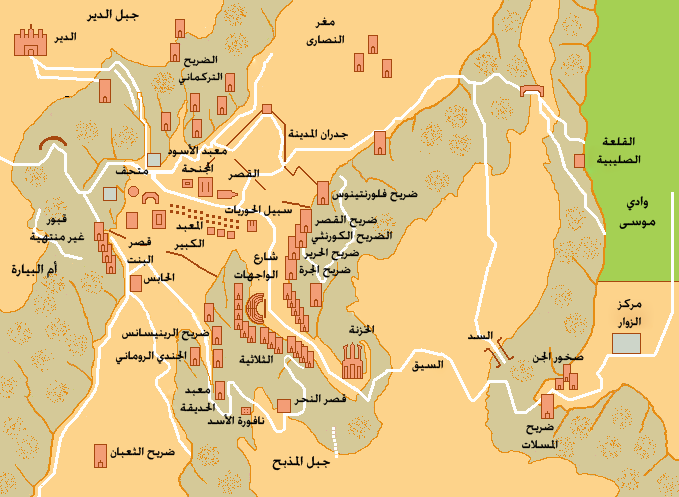
خريطة مدينة البتراء الأثرية، حيث يقع المعبد الكبير.

بدأت بعثة أثرية تابعة لجامعة براون الأمريكية في أوائل التسعينات أعمالها الأثرية في منطقة السوق الأعلى لمدينة البتراء، حيث كشفت عن المعبد الجنوبي، والذي اُطلق عليه اسم «معبد البتراء الكبير». كما أنها لاتزال تقوم بعمليات التنقيب في المبنى حتى اليوم. وبناء على اكتشافات علماء الآثار، فإن المعبد قد تم بناؤه في الربع الأخير من القرن الأول الميلادي. وقد تبين أنه ظل مُستخدمًا حتى القرن الخامس، أي أثناء الحكم البيزنطي.

## التصميم
تم بناء المعبد الكبير ليكون على مستويين، وتبلغ مساحته حوالي 7,560 مترًا مربعًا، حيث يُعتبر أضخم مبنى في البتراء. يمتد حوالي 25 مترًا على طول الطريق المُعمّد على الجهة الجنوبية منه، بينما يبلغ طول المبنى نفسه 19 مترًا. يتكون البناء من مدخل رئيسي يرتبط مع الشارع، ثم ساحة مقدسة سفلى وعلى جانبيها يوجد بنائين متطابقين على شكل نصف دائري وعلى جانبيهما توجد أدراج عريضة تؤدي إلى الساحة العُليا المُقدسة، وفوقها يقع المعبد أو قدس الأقداس.

## معرض صور

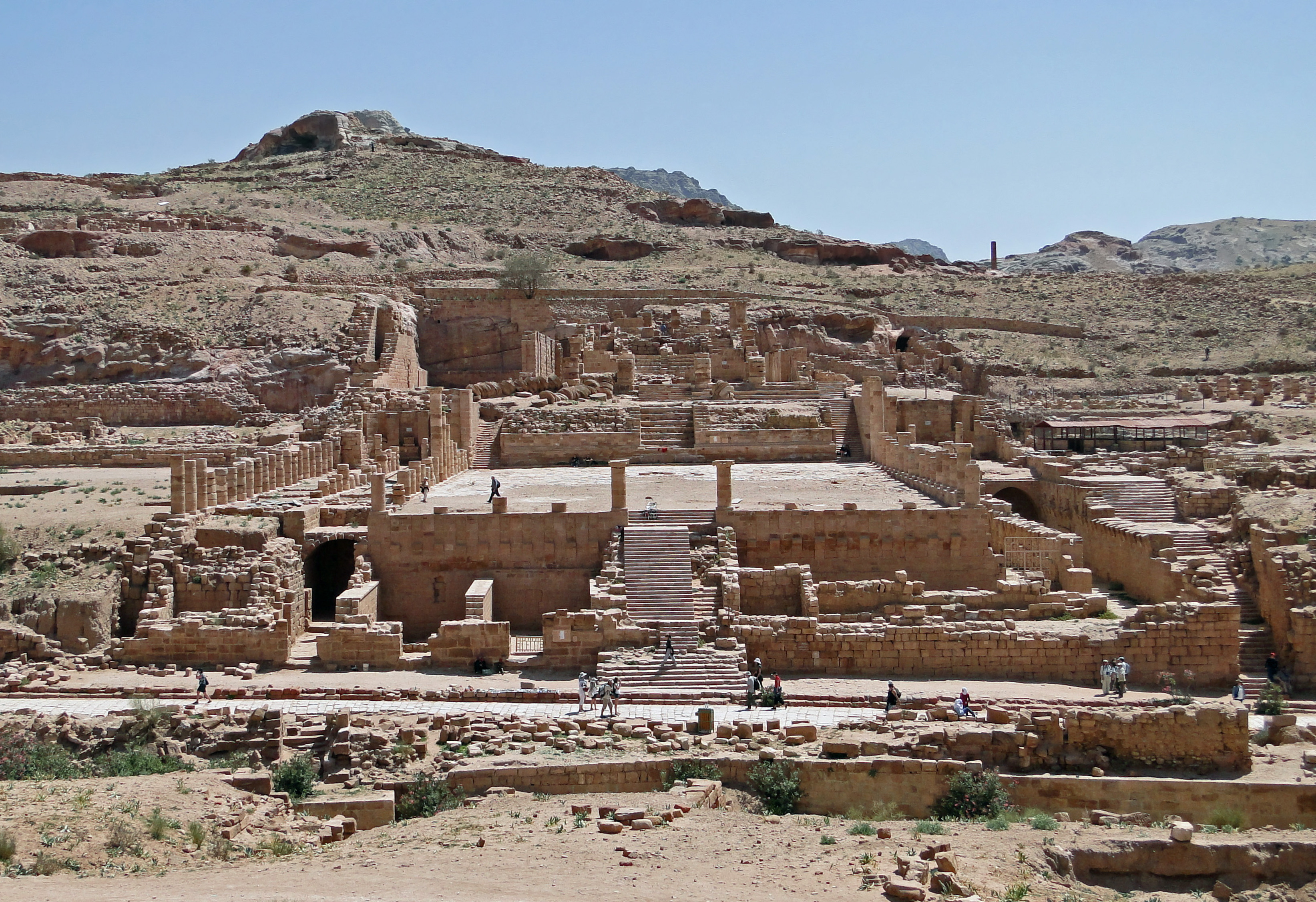
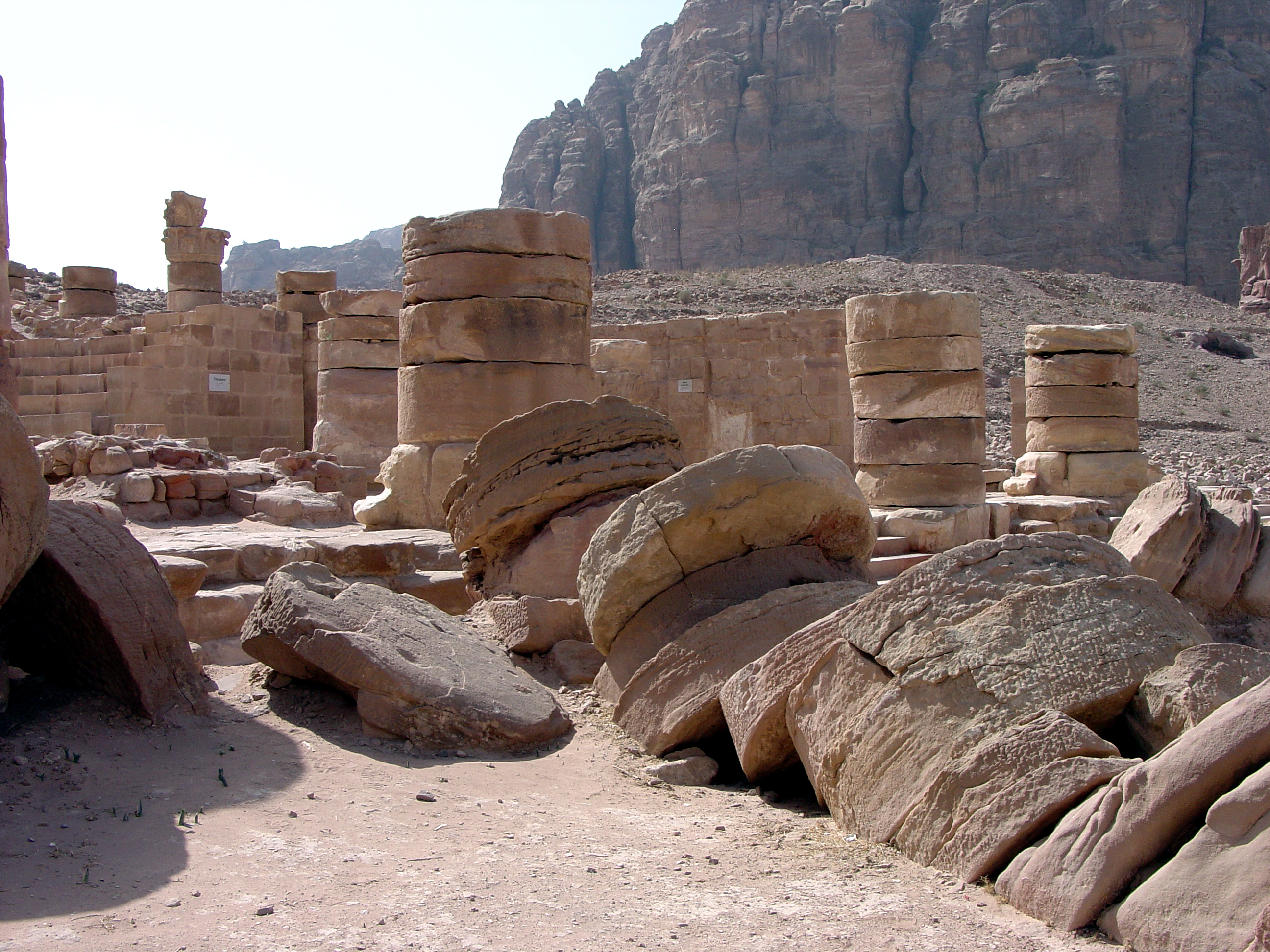
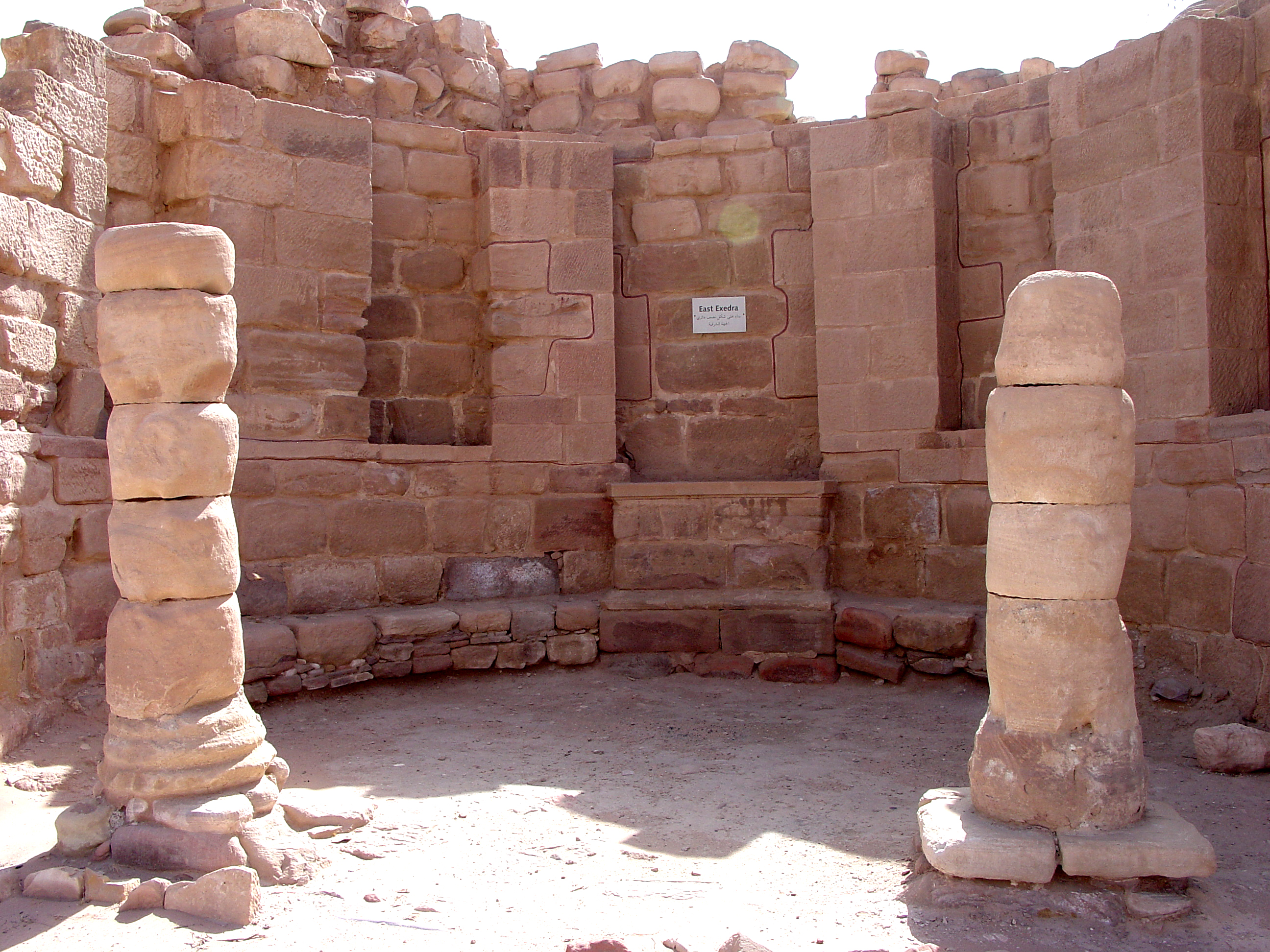
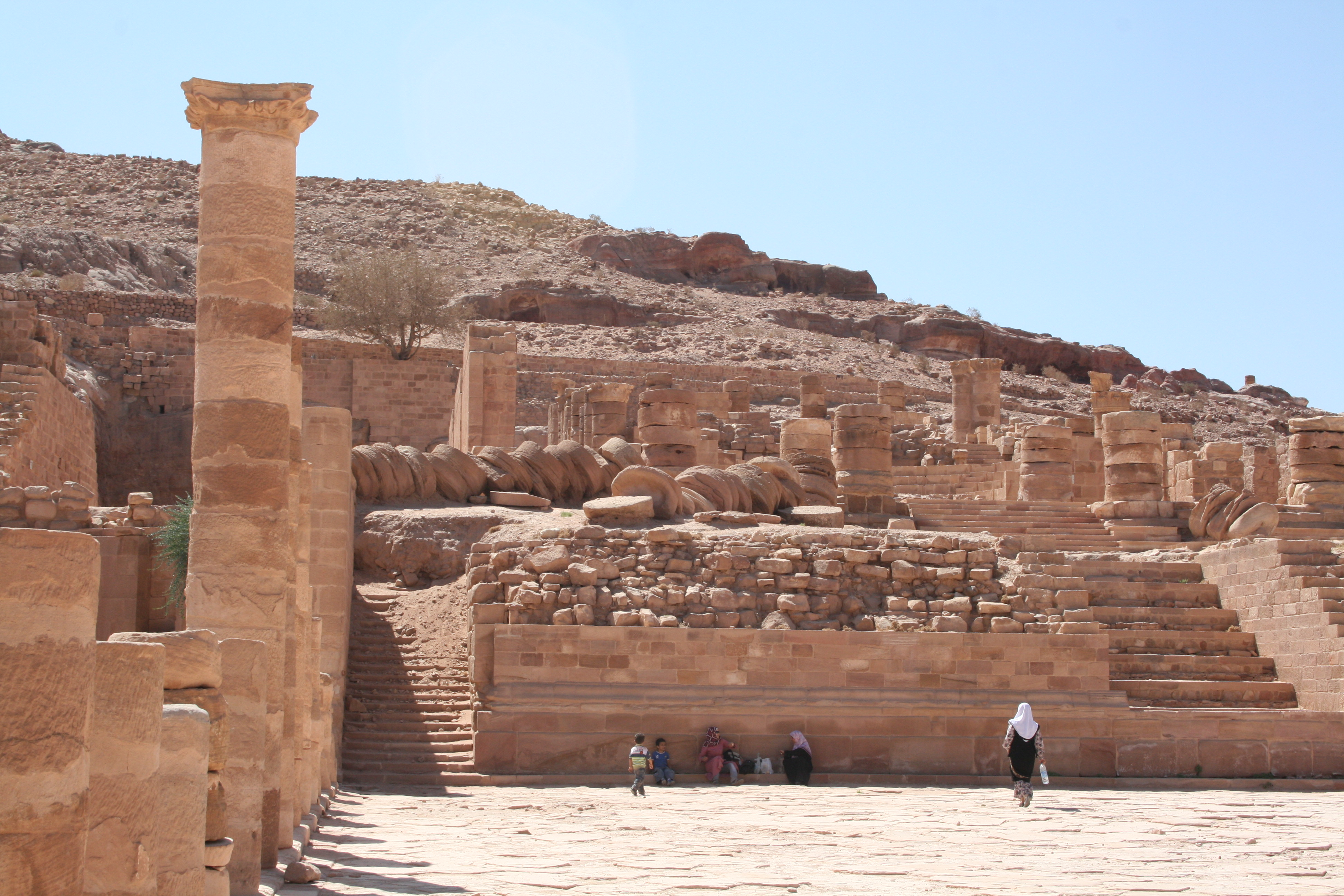

## وصلات خارجية
- وثائقي عن المعبد الكبير في البترا